# Faludi Gábor (színigazgató)
Faludi Gábor, 1886-ig Waltersdorf (Tét, 1846. május 1. – Budapest, 1932. május 4.) magyar színigazgató, a budapesti Vígszínház egyik alapítója és első igazgatója.

## Életpályája

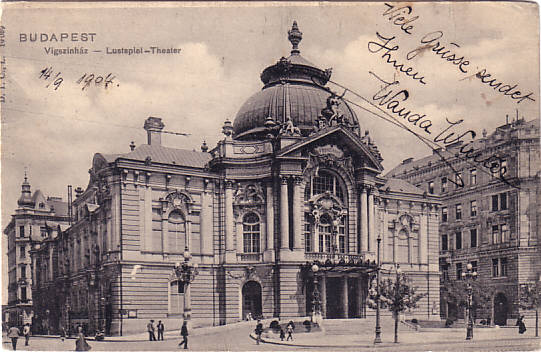
A Vígszínház egy képeslapon, 1904.

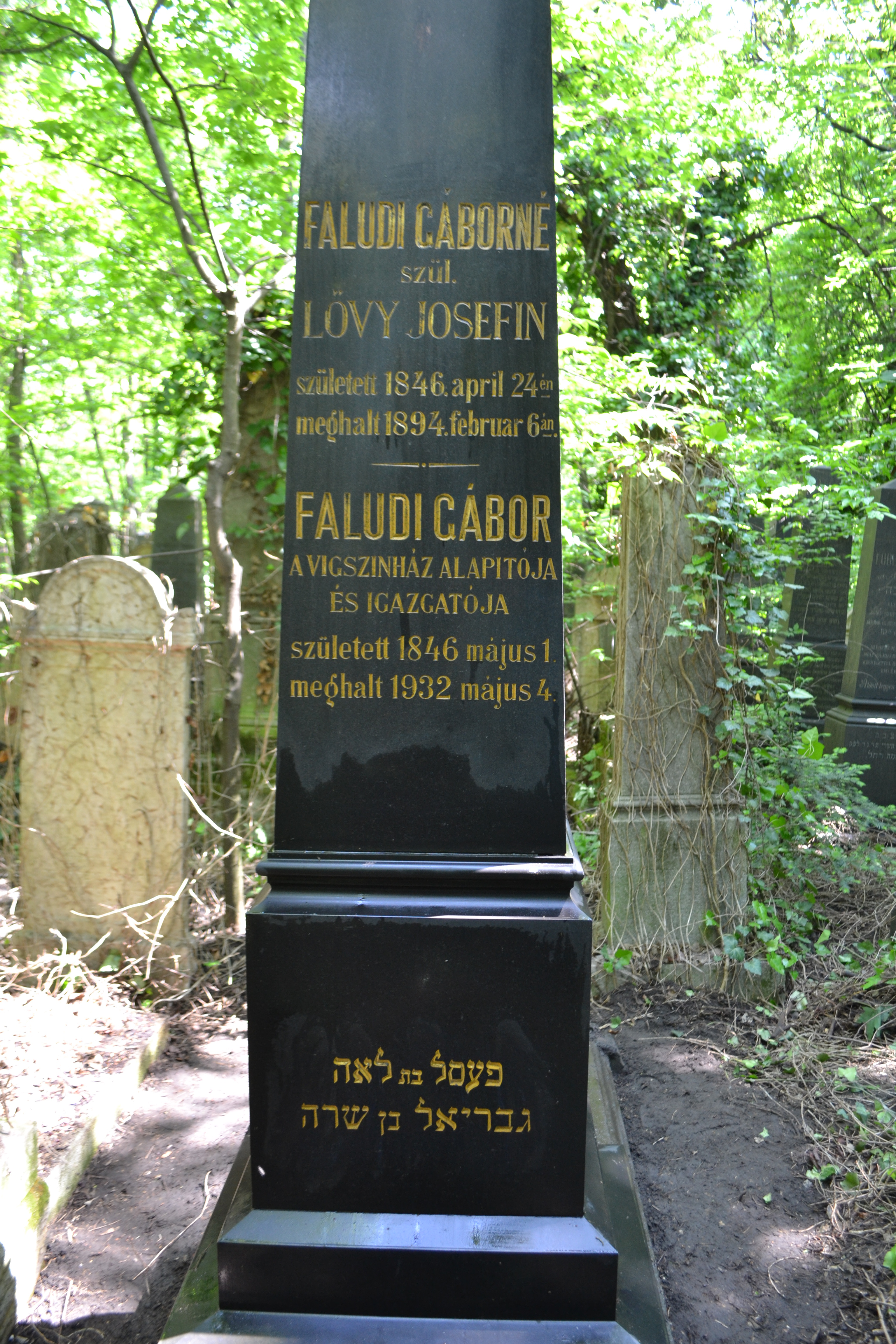
Sírja a Salgótarjáni utcai zsidó temetőben

Waltersdorf néven született 1846-ban Téten, az ottani izraelita anyakönyv szerint; szülei Waltersdorf Salamon es Klein Szali kereskedők voltak. 1878-ig kereskedő volt Devecseren. Ekkor Budapestre költözött és megalapította bérleti alapon az első magyar színházjegyirodát. 1886-ban Wattersdorf családi nevét Faludira változtatta. 1896-ban Keglevich István gróffal és Szécsi Ferenc íróval megszervezte a Vígszínházat, jelentékeny mennyiségű részvényt jegyzett és ő vezette a színház gazdasági ügyeit, majd Keglevichnek és Szécsinek a színház kötelékéből történt kiválása után Faludi maga vette át a színház vezetését. 1917-ben bérbe vette a Városi Színházat is.
A Vígszínház alapításától, 1896-tól kezdve fontos szerepet játszott a magyar színházi életben. Kezdetben inkább játékstílusának újdonságával és bemutatott darabjainak frivolságával hívta fel magára a figyelmet, majd 1907-től a kortárs magyar polgári dráma egyik legfontosabb teátrumaként az irodalmi életben is meghatározó tényezővé vált. A Vígszínház elsősorban a gyorsan asszimilálódó német és zsidó eredetű polgárság lakhelyének, a Lipótvárosnak vált jelképévé.

## Családja
Lővy Josefin férje, Faludi Miklós, Jenő, és Sándor színigazgatók apja. A lánya, Faludi Hermina, Vázsonyi Jenő felesége volt aki 1906-tól vasúti és hajózási főfelügyelő és 1914-től a MÁV igazgatója, valamint Vázsonyi Vilmos miniszternek a sógornője.

## Külső hivatkozások
- A Vígszínház – Intézménytörténet
- Netlexikon.hu
- A Vígszínház weboldala
- https://mek.oszk.hu/02100/02139/html/sz07/17.html